# Myrmarachne brasiliensis
Myrmarachne brasiliensis este o specie de păianjeni din genul Myrmarachne, familia Salticidae, descrisă de Mello-leitao în anul 1922. Conform Catalogue of Life specia Myrmarachne brasiliensis nu are subspecii cunoscute.